# Millettia subpalmata
Millettia subpalmata är en ärtväxtart som beskrevs av Stephen Troyte Dunn. Millettia subpalmata ingår i släktet Millettia och familjen ärtväxter. Inga underarter finns listade i Catalogue of Life.